# الكعكية
الكعكية حي سكني يقع في جنوب مكة المكرمة، يمر عبره الطريق الوحيد المؤدي إلى جنوب المملكة والساحل الغربي والليث وطفيل والشعيبة وأبها وغيرها من الطرق.

## التسمية
سمي بالكعكية نسبة إلى مالك المخطط عبد الله كعكي، والذي يحمل أسمه أحد شوارع الحي.

## الحلقة
هو أحد أكبر أسواق مكة المكرمة ويقع في حي الكعكية بالقرب من العكيشية. سوق الحلقة للفواكه والخضروات وحراج الغنم والإبل، ويقع فيه أيضا أشهر حراج للطيور في مكة المكرمة.